# 克孜勒泰佩

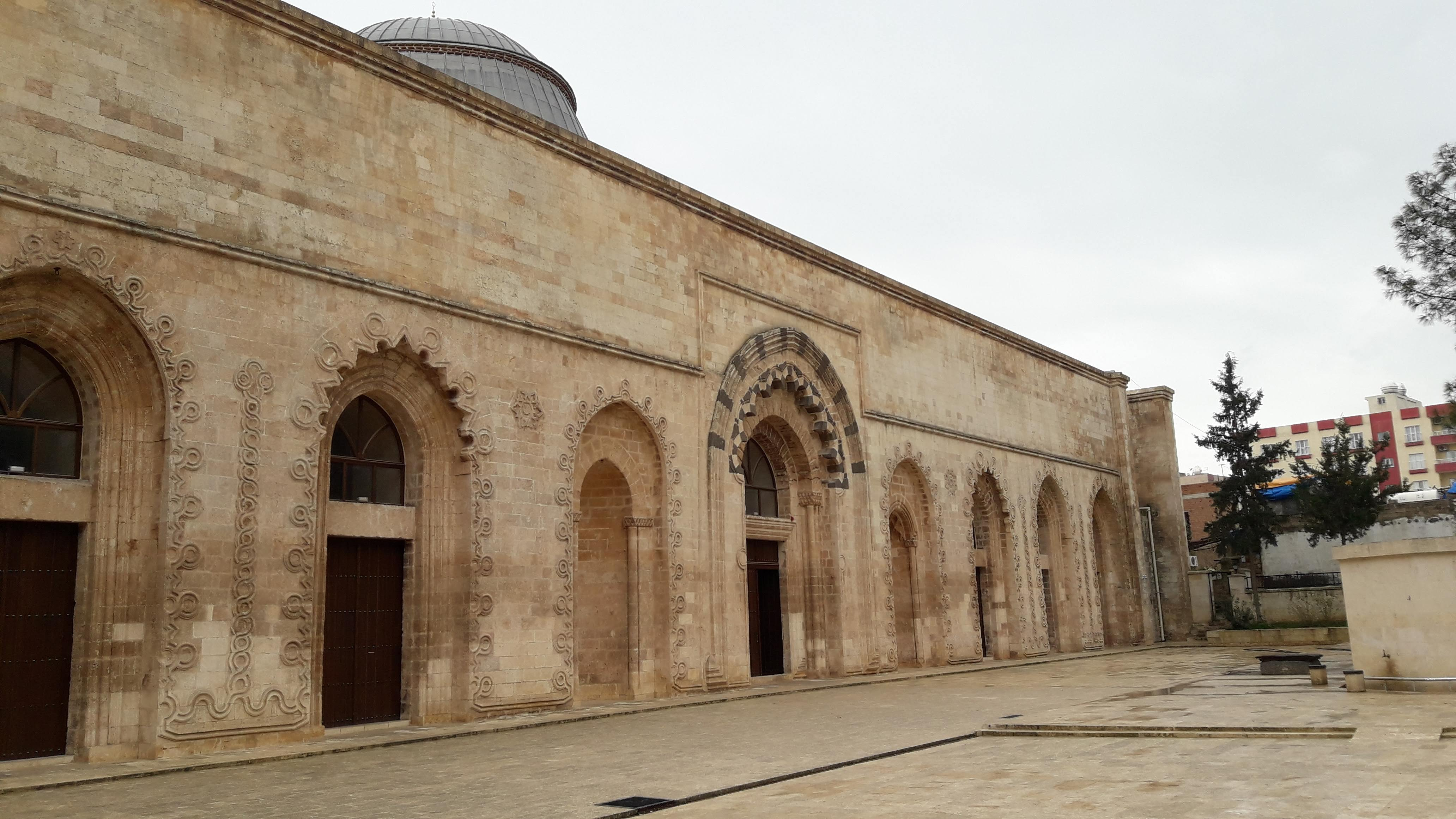
Koçhisar Mosque in Kızıltepe

克孜勒泰佩是土耳其的城市，由馬爾丁省負責管轄，位於該國東南部，海拔高度1,416平方公里，該鎮在1923年簽訂洛桑條約前屬於敘利亞的領土，2010年人口212,905。
37°11′38″N 40°35′10″E / 37.1938888889°N 40.5861111111°E